# 59-я армия (СССР)
59-я а́рмия (СССР) — оперативное войсковое объединение (общевойсковая армия) в составе Вооружённых Сил СССР во время Великой Отечественной войны.

## Формирование
59-я армия сформирована в Сибирском военном округе 15 ноября 1941 года на основании Директивы Ставки ВГК от 2 ноября 1941 года.
В первоначальный состав армии входили 366-я, 372-я, 374-я, 376-я, 378-я, 382-я стрелковые дивизии, 78-я и 87-я кавалерийские дивизии, авиационные, артиллерийские и другие части.
После передислокации на территорию Архангельского военного округа, до конца первой половины декабря 1941 года участвовала в строительстве Череповецкого укреплённого района и в укреплении оборонительного рубежа по берегу озера Белое и реке Шексна до населённого пункта Мякса.
В составе действующей армии с 18 декабря 1941 по 1 декабря 1944 и с 20 декабря 1944 по 11 мая 1945 года.

## 1941—1943
18 декабря 1941 года армия переходит в состав Волховского фронта, и с 20 декабря 1941 года начала переброску к рубежу реки Волхов, разворачивалась в районе Вязище, Верхнее Заозерье, платформа Мордвиново, Бабчицы, Неболчи, близ последнего населённого пункта располагался и штаб армии.
В преддверии Любанской операции перед армией была поставлена задача наступления в направлении Грузино, где войсками противника удерживался небольшой плацдарм, а затем, после форсирования Волхова, окружить вражескую группировку в районе Чудово и затем наступать в направлении Сиверской, Солосово. На левом фланге разграничительная линия полосы наступления со 2-й ударной армией проходила по рубежу Наротово, Бахариха, Ефремово, станция Дивенская, Рабитицы, Ильеши, Котлы. На правом фланге разграничительная линия полосы наступления с 4-й армией: Полодное в 50 километрах юго-восточнее Тихвина, Будкова, Лезно, Малая Кересть, Вырица, Дятлицы. Таким образом, как и всем соединениям Волховского фронта, 59-й армии ставились широкомасштабные задачи на операцию, и предполагалось, что армия сумеет выйти на рубеж юго-западнее Ленинграда.
Но в первые бои подошедшие соединения армии вступили ещё до начала операции. 31 декабря 1941 года части 376-й стрелковой дивизии форсировали Волхов у деревни Пертечно, с задачей взять Чудово. Небольшой кусок берега был захвачен, но дивизия не сумела его удержать и в тяжелейших боях в течение нескольких дней пытается восстановить плацдарм, неся очень большие потери.
Не успела подойти дивизионная артиллерия, крупнокалиберной артиллерией армия не располагала, в войсках не хватало вооружения, боеприпасов, средств тяги. Тем не менее, 7 января 1942 года армия перешла в наступление, своим правым флангом на Грузино на правом берегу Волхова, а всей остальной группировкой форсируя Волхов на участке от Грузино до деревни Дымно. 376-я стрелковая дивизия вновь сумела захватить плацдарм у Пертечно, но после нескольких дней боёв оставила его. Также небольшой плацдарм восточнее Лезно был захвачен 378-й стрелковой дивизией но и она была отброшена, на следующий день вновь захватила кусок берега и вновь была отброшена. Во всей остальной полосе армий, включая плацдарм противника в Грузино, никаких успехов достигнуто не было.
Вновь войска армии перешли в наступление 13 января 1942 года и не достигли никаких успехов, в том числе ввиду нехватки боеприпасов. Только 17 января 1942 года армия силами четырёх дивизий сумела форсировать Волхов севернее Грузино, пытаясь обойти Чудово с севера. Там же форсировали реку правофланговые дивизии 4-й армии (111-я и 286-я стрелковые дивизии), которые были «временно» переданы в состав 59-й армии. Однако развить наступление с плацдармов не удавалось. На левом фланге армии двум полкам 382-й стрелковой дивизии также удалось форсирование южнее Селищенского посёлка и они начали продвижение к Спасской Полисти.
Вместе с тем, наступление развивалось в полосе соседней, 2-й ударной армии. В связи с этим, 22 января 1942 года Ставка ВГК директивой № 179037 утвердила соображения командования фронтом о перегруппировке войск с целью концентрации сил на участке, где прорыв удался. Таким образом, армия перегруппировывалась южнее, приняв от 2-й ударной армии участок от Крупичино на севере до Селищенского городка, одновременно передав свой северный участок, включая Грузино, войскам 4-й армии. Теперь армии предстояло, во-первых, обеспечивать северный фланг прорыва 2-й ударной армии, во-вторых, расширять горловину прорыва на север, прорывая оборону по Волхову у Спасской Полисти и севернее села, с общей задачей обхода Чудово уже с юга и взятия города. Уже к 20 января 1942 года части 59-й армии начали переправляться на плацдарм, занятый 2-й ударной армией и вводиться в коридор в его северной части. В составе армии была создана оперативная группа генерала Коровникова, в задачу которой входило расширение коридора на северо-запад, наступая из горловины прорыва. В её задачи входило выйти на рубеж реки Полисть в 3—4 километрах северо-западнее шоссе Новгород — Чудово, пробиться к реке Кересть и взять деревни Сенная Кересть и Ольховка. На север, продвигаясь к Спасской Полисти, наступала 111-я стрелковая дивизия и 22-я стрелковая бригада, чьими усилиями был взят мощный опорный пункт Мостки. Полностью перегруппировка войск армии была закончена к 27 января 1942 года. На тот момент рубеж армии проходил с района западнее Спасской Полисти, огибал её с юга и частично с востока и выходил на Волхов в районе Селищенского посёлка. От него рубеж проходил по восточному берегу Волхова вплоть до района Дымно, так как там так и не удалось форсировать реку. 28 января 1942 года армия перешла в наступление на протяжении всего фронта. Успехи были достигнуты: от Селищенского посёлка и до Дымно во многих местах Волхов был форсирован: у деревни Прилуки, восточнее Спасской Полисти, 377-я стрелковая дивизия прорвала оборону, но далее к Спасской Полисти с востока продвинуться не сумела. 372-я стрелковая дивизия в тяжелейших боях взяла Кипрово. Ещё севернее 25-я стрелковая бригада взяла деревню Вергежа, а 59-я стрелковая бригада — Дымно. 92-я стрелковая дивизия, прорвав оборону, сумела углубиться и, взяв деревни Овинец и Михалёво, выйти ко второй полосе обороны противника севернее Спасской Полисти. Дальнейшее наступление завязло. Укреплённый рубеж по дороге, начиная с юга от Спасской Полисти и на север (Коляжка, Трегубово) стал для войск армии непреодолимым рубежом до конца операции. Благодаря тому, что немецкие войска прочно удерживали Спасскую Полисть и цепь опорных пунктов по дороге от неё на север, образовался так называемый «Ванделевский язык», узкое (до 20 километров в ширину, местами в 3-4 километра) и длинное (до 40 километров) вклинение в советские позиции с севера на юг, где в полуокружении находились части 20-й моторизованной, 121-й и 212-й пехотных дивизий, под командованием генерала артиллерии Мартина Ванделя, командира 121-й дивизии.
Начиная с февраля 1942 года, части 59-й армии штурмовали этот язык с юга и востока, но особых успехов не достигли. Навстречу им изнутри горловины действовали войска 2-й ударной армии. Вместе с тем, части 59-й армии прикрывали северную горловину прорыва 2-й ударной армии. С 15 марта 1942 года немецкие войска перешли в наступление с целью закрыть коридор. На северной горловине прорыва оборонялась 372-я стрелковая дивизия. В тяжёлых боях она была смята и 19 марта 1942 года немецким войскам удалось осуществить окружение 2-й ударной армии. С этого момента главной задачей армии стало восстановление коммуникаций 2-й ударной. 372-я стрелковая дивизия, 24-я и 53-я стрелковые бригады, несколько позднее 376-я стрелковая дивизия, практически вся артиллерия армии были брошены в бой между Мясным Бором и Мостками. В тяжёлых боях к началу апреля 1942 года коммуникации армии были восстановлены. Вместе с тем, под Спасской Полистью и севернее её весь март и апрель 1942 года вели бои с 61-й и 215-й пехотными дивизиями 377-я, 267-я и 378-я стрелковые дивизии. Таким образом, к окончанию Любанской наступательной операции 59-я армия располагалась от рубежа юго-западнее Спасской Полисти, затем по северной горловине прорыва южнее Спасской Полисти и затем на север по плацдарму на Волхове до Дымно, как бы «обтекая» «ванделевский язык».
С конца апреля 1942 года, с момента принятия решения о выводе войск 2-й ударной армии из потенциального котла, главной задачей армии становилось удержание коридора для выхода и собственного плацдарма по берегу Волхова вдоль дороги Новгород — Чудово. До 13 мая 1942 года армия вела и наступательные бои, но с этого дня ей был отдан приказ перейти к обороне. Немецкое командование накопило достаточные силы, нанесло удар с юга коридора — в полосе 52-й армии и севера, в полосе 59-й армии, и 31 мая 1942 года коридор, ведущий ко 2-й ударной армии закрылся. В окружении также попала некоторая часть войск 59-й армии. С первых дней июня 1942 года оставшаяся за кольцом, гораздо большая часть 59-й армии начинает попытки восстановления коммуникаций, нанося удары по кольцу с востока. Сравнительно удачной оказалась попытка наступления 19 июня 1942 года, когда посредством удара большая часть остатков 46-й стрелковой дивизии сумела вырваться из кольца. 21 июня 1942 года, получив все наличные резервы, ранее выведенные из кольца и восстанавливающиеся на восточном берегу Волхова, включая кавалерийские дивизии в пешем строю, армия вновь перешла в наступление и к вечеру пробила узкий коридор к окружённым войскам, который держался силами армии до дня 23 июня 1942 года, после чего вновь был перекрыт, к утру 24 июня 1942 года восстановлен, вечером того же дня закрыт и снова восстановлен. Утром 25 июня 1942 года коридор был перекрыт окончательно.
С этого времени и до мая 1943 года 59-я армия находится в обороне, удерживая плацдарм на Волхове от Дымно на севере до Любцов на юге, где начиналась полоса 52-й армии. Вместе с тем, армия проводила частные наступательные операции; так, силами 378-й стрелковой дивизии с 29-й танковой бригадой 10 июля 1943 года был взят крупный опорный пункт Дымно на правом фланге плацдарма, а в начале августа 1942 года был расширен плацдарм в районе Званки. С 4 мая 1943 года принимает рубеж и 52-й армии, отведённой в резерв, и рубеж обороны 59-й армии протянулся до Новгорода.
25 сентября 1943 года в армию поступила директива на подготовку плана наступательной операции, которым предусматривалось нанесение удара силами не менее четырёх стрелковых дивизий с рубежа Теремец Курляндский, Теремец, Пахотная Горка в общем направлении на Подберезье, с задачей прорыва обороны противника, овладения районом Долгово, Витка, Котовицы, Подберезье, с развитием наступления на Новгород, взятием города и создания благоприятных условий для развития наступления на Батецкую. Но 16 октября 1943 года план операции был расширен, и армии предписывалось уже перейти в решительное наступление и навести главный удар с рубежа Любцы, Пахотная Горка в общем направлении на Подберезье, Люболяды и Новгород и далее через Батецкую на Лугу. В преддверии операции армия была значительно усилена. 31 декабря 1943 года планы вновь были скорректированы, поскольку противник практически половину своих войск, находящихся перед армией, перебросил на другие направления. Теперь армии предписывалось прорвать оборону противника на участке Любцы, Котовицы, разгромить обороняющиеся на этом направлении его части и, овладев районом Батецкая, Шимск и Новгород, выйти на рубеж Луга, Клабутицы, Малый Уторгош. В армии был разработан план операции, по которому операция разбивалась на три этапа:
- Первый этап: ударами по сходящимся направлениям прорвать оборону противника севернее и южнее Новгорода, соединиться в районе мясокомбината и тем самым окружить, а затем и уничтожить новгородскую группировку противника. Южнее Новгорода удар наносился манёвренной группой, наступавшей по озеру Ильмень, с севера наносился главный удар с рубежа Подберезье — Любцы. Два полка 225-й стрелковой дивизии в качестве отвлекающих действий захватывали плацдарм на западном берегу Волхова близ Новгорода в районах Кречевицы, Стрелка, Хутынь. Глубина операции на первом этапе составляла 30 километров, продолжительность 5—6 дней.
- Второй этап: соединившиеся войска развивали наступление на Люболяды и Батецкую, с выходом на реку Луга.
- Третий этап: удар по противнику с востока и юго-востока с выходом на рубеж город Луга, Клабутицы, Малую Уторгош, перерезая пути отхода противника на юг и юго-запад.

## 1944
Северная группа армии, наносящая основной удар, перешла в наступление с плацдарма в 10:50 14 января 1944 года, после массированной артиллерийской подготовки. Войскам армии противостояли XXXVIII армейский корпус, 1-я авиаполевая дивизия и 28-я лёгкая пехотная дивизия. 6-й стрелковый корпус развивал наступление на Некохово и далее на рубеж болота Большое Замошское и реки Пестова. 14-й стрелковый корпус наступал с восточного берега Волхова, форсировал реку, овладел пристанью Муравьи и Германово, завязал бои за Котовицы, с целью выхода к крупному узлу вражеской обороны в Подберезье и на рубеж реки Пестова, а левым же флангом выйти к станции Витка. В первый день наступления армия прорвала первую линии обороны на фронте примерно в 20 километров и на участке Любцы, Котовицы углубилась до трёх километров. Однако это были недостаточные успехи.
Вместе с тем, южнее Новгорода манёвренная группа армии в составе 58-й стрелковой бригады с 229-м стрелковым полком 225-й стрелковой дивизии, 34-м и 44-м аэросанными батальонами к 17:00 13 января 1944 года сосредоточились на восточном берегу озера Ильмень на линии устьев рек Большая Гнилка и Перерва и в 4 утра 14 января 1944 года начали скрытное продвижение по льду озера. В 6 утра группа перешла в атаку, ворвавшись на западный берег озера и освободив деревни Троица, Береговые Морины, Здринога, Новое Ракомо. Немецкие войска перешли в контратаку, но в результате тяжёлых боёв к исходу 14 января 1944 года группой был захвачен плацдарм шириной в 5 километров, глубиной до 4 километров, а противник был оттеснён к реке Веряжа.
В ночь на 15 января 1944 года в бой была введена 16-я танковая бригада, которая совместно с частями 239-й стрелковой дивизии к утру перерезала шоссе Любцы — Тютицы, а к вечеру и железную дорогу Новгород — Чудово, южнее деревни Вешки. В то же время южная группа 15 января 1944 года перерезала дорогу Новгород — Шимск, где в течение нескольких дней в ожесточённых боях удерживала дорогу с переменным успехом. Таким образом, к 16 января 1944 года сложились хорошие условия для окружения новгородской группировки: дорога на юго-запад была перерезана южной группой, с севера и северо-запада, полуокружив Подберезье, пути отхода отрезали основные силы армии. Южная группа была усилена 372-й стрелковой дивизией. 16 января 1944 года армия добилась новых успехов: были взяты опорные пункты по шоссе — Тютицы, Копцы, Заполье, таким образом была прорвана вторая полоса обороны, 16-я танковая бригада овладела станцией Подберезье, 29-я танковая бригада, перерезав дорогу Подберезье — Долгово, отрезала пути отхода из Подберезья. 17 января 1944 года этот крупный опорный пункт был взят штурмом, что рушило всю оборону противника севернее Новгорода. К исходу 18 января 1944 года почти все пути отхода немецких войск из Новгорода были закрыты. Оставался единственный путь на запад, на Лугу. В этот же день резервный 112-й стрелковый корпус был выдвинут к на правый фланг к Долгово, где ему предстояло взаимодействовать с 54-й армией, с целью уничтожения группировки противника в районах Любани и Чудово, отрезая ей пути отступления на юго-запад. К 19 января 1944 года в полосе армии оборона противника была прорвана везде: 150-й укреплённый район взял опорные пункты Теремец Курляндский, Любцы, Земтицы, вышел на край Замошского болота и обезопасил правый фланг армии. В этот же день был взят разъезд Нащи и таким образом была перерезана железная дорога Новгород — Батецкая, а на следующий день южная и северная группа армии соединилась, довершив окружение. В распоряжении немецких войск оставалось только шоссе Новгород — Луга, но и оно было потеряно к утру 20 января 1944 года.
Войска противника начали отход из Новгорода 19 января 1944 года и пробивались через советские заслоны поодиночке, неся тяжёлые потери. Так, от всего 503-го мотопехотного полка 290-й пехотной дивизии вышло только 3 офицера и 100 рядовых.
Утром 20 января 1944 года войска армии, ведя бои с войсками прикрытия отходящих сил противника, освободили Новгород. Таким образом, первый этап операции закончился. Войска 59-й армии прорвали мощную, глубоко эшелонированную оборону противника, затем расширили этот прорыв до 50 километров по фронту, продвинувшись на запад в общей сложности на 20 километров. В качестве трофеев было захвачено 182 орудия, 120 миномётов, 635 пулемётов, 263 автомашины, уничтожено по оценкам советского командования до 17 000 солдат и офицеров противника.
На втором этапе операции перед армией стояла задача нанести главный удар через Батецкую на Лугу, с целью быстро перерезать железные дороги Батецкая — Пушкин и Луга — Красногвардейск. Такая задача ставилась ввиду остающейся возможности отрезать и уничтожить любанско-чудовскую и мгинско-красногвардейскую группировки противника.
С 21 января 1944 года армия перешла в наступление. Правофланговый 112-й стрелковый корпус наступал в направлении Вольная Горка, Оредеж. С тяжёлыми боями корпус продвигался по направлению Финёв Луг, Велегощи в район Оредежа, где он должен был соединиться с войсками 54-й армии, окружив чудовскую группировку врага. Однако только 27 января 1944 года корпус сумел взять Вольную Горку, и на следующий день выйти на реку Лугу в её верхнем течении. К тому времени большая часть немецких войск уже отошла от Чудово. 6-й стрелковый корпус наступал в направлении Батецкая, Луга, но также сумел выйти к реке Луга только 29 января 1944 года. 7-й стрелковый корпус наступал в направлении Менюши, Медведь, Великое Село, 25 января 1944 года взял Менюши, на следующий день передовые части корпуса (7-я танковая бригада) вышли к железной дороге Батецкая — Уторгош. 14-й стрелковый корпус, преодолевая ожесточённое сопротивление, подошёл к Шимску. 26 января 1944 года из армии были изъяты и переданы в передислоцированную 8-ю армию левофланговые 7-й и 14-й стрелковые корпуса. Двумя корпусами армия приступила к выполнению третьего этапа операции, который начался 30 января 1944 года. 112-й стрелковый корпус форсировал реку Лугу и начал продвигаться к железной дороге Оредеж — Батецкая. При этом на его правом фланге вплоть до 2 февраля 1944 года оставался в руках противника Финёв Луг, который был взят только с помощью 54-й армии. На железнодорожной линии 112-й стрелковый корпус был остановлен организованной обороной. 6-й стрелковый корпус продолжал наступление на Батецкую, к 7 февраля 1944 года подошёл к станции и в пятидневных ожесточённых боях сумел её взять. Вместе с тем, 112-й стрелковый корпус овладел Оредежем. Теперь путь на Лугу был открыт и 377-я стрелковая дивизия 12 февраля 1944 года завязала бои за город на его юго-восточной окраине, куда к тому времени с севера подошли войска 67-й армии, и в ночь на 13 февраля 1944 года Луга была освобождена. После освобождения Луги армия развернулась фронтом на юг, и начала наступление в направлении Уторгоша, освободив в тяжёлых боях к 15 февраля 1944 года ещё 115 населённых пунктов.
15 февраля 1944 года полевое управление армии было передано в состав Ленинградского фронта и выведено в резерв, а её войска переданы в 8-ю и 67-ю армии. Под командование армии приходят в основном другие соединения.
В конце февраля 1944 года армия с новыми соединениями сосредоточилась на рубеже реки Нарвы западнее Сланцев, приняв от 2-й ударной армии участок от устья реки Мустайы до Чудского озера. Переправившись на плацдарм шириной до 30 и глубиной до 15 километров, захваченный ещё раньше советскими войсками, 1 марта 1944 года армия перешла в наступление с рубежа Митретский, Разбегай, Метсавахт (восточнее Сиргала) с задачей выйти на побережье Финского залива западнее Нарвы. Однако наступление успеха не принесло, так же как и все дальнейшие попытки перейти в наступление, чередовавшиеся с контратаками противника. Бои на плацдарме армия вела до 10 апреля 1944 года, при этом части, входящие в армию, понесли тяжёлые потери. 10 апреля 1944 года армия передала свои позиции на плацдарме 8-й армии, а сама заняла позиции по реке Нарве близ её истока (включая небольшой плацдарм на западном берегу) и по восточному берегу Чудского озера, фактически находясь на восстановлении.
К 29 июня 1944 года армия, передав свою полосу вновь 8-й армии передислоцирована на Карельский перешеек и в ходе Выборгской операции частью сил во взаимодействии с силами Балтийского флота провела десантную операцию и очистила от противника группу островов в Выборгском заливе.
Проведение операции было запланировано в четыре этапа. На первом этапе 124-я и 224-я стрелковые дивизии совместно с силами флота должны были захватить главные острова Выборгского залива. Второй этап состоял в том, чтобы используя освобождённые острова для исходного положения, подготовить плавсредства и воинские части для переправы на материк в целях захвата там плацдарма. В свою очередь, захват плацдарма и развитие наступления на Тиенхара, с выходом в тыл выборгской группировке противника и соединение с 21-й армией, наступавшей по берегу Финского залива являлись третьим и четвёртым этапами операции. В ночь на 1 июля 1944 года была предпринята первая попытка скрытно овладеть островом Тейкарсаари, но попытка оказалась неудачной, выделенный для захвата острова отряд был практически уничтожен.
4 июля 1944 года три полка 224-й стрелковой дивизии начали высадку на острова Тейкарсаари, Суонинсаари, Равансаари (по одному полку на остров). Что касается последних двух островов, то они быстро были захвачены советскими войсками; кроме того были заняты мелкие острова Хиэтасаари, Киустеринсаари, в ночь на 5 июля 1944 года Мелансаари и Куолансаари. Но высадка на Тейкарсаари опять оказалась безуспешной: 160-й стрелковый полк был почти полностью уничтожен. 5 июля 1944 года на остров был высажен батальон из состава 124-й стрелковой дивизии и четыре танка, и к вечеру остров был очищен от противника. В последующие дни войска армии заняли ещё свыше пятнадцати островов и уже готовились к переходу к третьему этапу операции, как 10 июля 1944 года десантная операция была отменена. До 4 сентября 1944 года части армии обороняют занятые острова, после подписания перемирия с Финляндией армия приняла полосу 21-й армии, и занимает позиции по устью реки Салменкойто, западному берегу Вуокси, Ряйкеля, побережью Финского залива с передним краем по линии государственной границы. Штаб армии развернулся в Выборге. Армия в течение осени 1944 года заметно усиливается, получает новые соединения, ведёт боевую подготовку личного состава.
С 26 ноября 1944 года армия передаёт свои позиции войскам 23-й армии, 2 декабря 1944 года армия была выведена в резерв Ставки ВГК и начинает переброску на 1-й Украинский фронт в Польшу по маршруту Выборг, Лихославль, Торжок, Вязьма, Брянск, Коростень, Львов, Жешув (Ланьцут, Жолыня). 21 декабря 1944 года в район Жешува прибыл штаб армии. 2 декабря 1944 года армия включена в состав 1-го Украинского фронта.

## 1945
По плану Сандомирско-Силезской операции, являющейся частью стратегической Висло-Одерской операции, 59-я армия должна была быть введена в бой вторым эшелоном, после прорыва обороны вокруг Сандомирского плацдарма армиями первого эшелона. Ввод армии планировался на стыке 5-й гвардейской армии и 60-й армий с рубежа реки Нида с целью развития наступления в направлении Мехув, Олькуш, Катовице. Полоса наступления, отведённая армии во время её ввода в бой была узкой и не превышала 5-6 километров. 4 января 1945 года армия начала выдвижение на рубеж сосредоточения на правом берегу Вислы, в район Войкува, Глины Вельски, Воля Плавска, Тшеснь и Дурды. В ночь на 9 января 1945 года передовые части армии (80-я и 314-я стрелковые дивизии) переправились на западный берег Вислы, а вслед за ними и другие соединения. 13 января 1945 года армии был придан 4-й гвардейский танковый корпус. Справа от войск армии наступал 34-й стрелковый корпус 5-й гвардейской армии, слева 15-й стрелковый корпус 60-й армии.
С утра 14 января 1945 года, через два дня после начала операции, 43-й стрелковый корпус был введён в бой с рубежа Ниды вслед за брошенным в прорыв 4-м гвардейским танковым корпусом, за день продвинувшись на 20 километров и выйдя на рубеж Дзялошице, Скальмеж. На следующий день войска армии продвинулись вперёд в направлении Мехува ещё на 20-25 километров, и продолжали, отражая ожесточённые контратаки противника продвигаться вперёд. 16 января 1945 года войска армии сломили сопротивление противника на заранее подготовленном оборонительном рубеже по реке Шренява, взяли Мехув и таким образом с севера подошли к внешнему оборонительному обводу Кракова. 18 января 1945 года ударная группа армии в составе 92-й стрелковой дивизии, 135-й стрелковой дивизии, 245-й стрелковой дивизии, 4-го гвардейского танкового корпуса при поддержке артиллерии 17-й артиллерийской дивизии прорыва приступила к штурму крепости и уже к вечеру следующего дня освободила Краков.
Дальнейшее наступление войск армии планировалось в следующем: прорвать оборону противника на рубеже рек Бяла Пшемша и Пшемша силами 43-го и 115-го стрелковых корпусов при поддержке 4-го гвардейского танкового корпуса в общем направлении на Мысловице, Катовице. После уничтожения группировки войск противника по рубежам рек, выйти на рубеж Бендзин, Сосновец, Мысловице, а затем, развивая удар на Катовице, Глейвиц, взять Хожув и Катовице, выйти на рубеж Забже, Миколув, а в последующем, развивая удар в общем направлении на Козель (Козле), подойти к реке Одер и попытаться захватить плацдарм.
21 января 1945 года наступление войск армии возобновилось. К 24 января 1945 года войска армии в основном вышли к реке Пшемша, где были остановлены усилившимся сопротивлением, но тем не менее сумели захватить плацдарм, и вели тяжёлые бои за его удержание . Вместе с тем, к северу от 59-й армии успешно развивалось наступление 21-й армии, а с юга Силезский промышленный бассейн охватывали войска 60-й армии. Это создавало возможности для войск 59-й армии, которая 25 января 1945 года возобновила наступление и с тяжёлыми боями продвинулась к Катовице, взяв 27 января 1945 года Мысловице, Бендзин и Домброва-Гурнича и освободив концентрационный лагерь в Освенциме. К 27 января 1945 года передовые части армии продвинулись к Катовице и взяли город в двухдневных тяжёлых боях. К 29 января 1945 года армия главными силами вышла к Одеру и получила приказ форсировать реку с ходу, нанести удар в направлении на Обер-Глогау (Глогувек) и к исходу 2 февраля 1945 года выйти на рубеж реки Нейсе. Вечером 30 января 1945 года части 115-го стрелкового корпуса форсировали Одер. 245-я стрелковая дивизия, выйдя на берег Одера южнее Козеля передовыми отрядами тоже форсировала реку. 92-я стрелковая дивизия только подошла к Одеру. 286-я стрелковая дивизия овладела рубежом Клейн, Гросс-Рауден. 31 января 1945 года армия имела два небольших плацдарма на западном берегу южнее Оппельна и вела ожесточённейшие бои за их удержание.
За период операции войска армии прошли с боями 220 километров, освободив около 1700 населённых пунктов, уничтожив в боях около 17 тысяч солдат и офицеров противника, пленив 1400 человек. В качестве трофеев армии досталось 174 орудия, 361 пулемёт, 31 танк, 10 самолётов, свыше 1500 мотоциклов, более 16 тысяч винтовок, 1002 автомашины, свыше 300 паровозов, почти 1600 вагонов и платформ.
С 8 февраля 1945 года армия участвовала в Нижнесилезской операции. В задачи армии входило взятие на Одере крепости Козель и продвижение в Дрезденском направлении. Армия наступала на направлении вспомогательного удара, не располагая достаточными силами, двухдневные попытки прорвать оборону вокруг плацдарма натолкнулись на мощное сопротивление и армия не продвинулась вообще, а с 10 февраля 1945 года по приказу прекратила наступление и перешла к обороне. Однако до 18 февраля 1945 года армия вела частные бои с целью улучшения собственных позиций, особенно на левом фланге. Над армией с севера продолжал нависать выступ в районе Оппельна, занятый достаточно крупной группировкой войск противника.
Перед Верхнесилезской операцией армия была усилена: в её состав были переданы 7-й гвардейский механизированный корпус и 93-й стрелковый корпус и большое количество артиллерии (17-я артиллерийская дивизия прорыва). При этом за счёт 21-й армии, ушедшей севернее Оппельна, расширился и рубеж, занимаемый армией. Общий замысел операции заключался в том, чтобы прорвать оборону южнее и севернее Оппельна, отрезать и уничтожить в котле группировку противника. 59-я армия составляла южную «клешню» наступления. В её задачи входило наступление с плацдарма южнее Козеля, во взаимодействии с частями и соединениями 60-й армии прорыв обороны противника и овладение городом Обер-Глогау (Глогувек). После этого армии предписывалось выйти на рубеж Погуже, Зюльц (Бяла), Нейштадт (Прудник), где соединиться с войсками 21-й общевойсковой и 4-й гвардейской танковой армий (северная «клешня»), таким образом окружить и уничтожить вражескую группировку на оппельнском выступе. Глубина наступления армии составляла всего 42 километра.
15 марта 1945 года войска армии перешли в наступление. В первом эшелоне двигались 92-я, 135-я и 98-я стрелковые дивизии. В первые дни наступление развивалось крайне тяжело, и хотя первая полоса обороны противника в некоторых местах была прорвана, задачу на первый день — продвижение на пять километров — войска армии не выполнили. С тяжёлыми боями армия медленно продвигалась вперёд. Лишь 18 марта 1945 года были достигнуты значимые успехи: 13-я стрелковая дивизия, наступавшая частью сил по восточному берегу Одера, очистила имевшийся плацдарм противника и на противоположном берегу взяла Козель. В этот же день на направлении главного удара был взят город Крапковице, и вечером того же дня войска 59-й армии соединились в районе Нойштадта с войсками 4-й гвардейской танковой армии, чем завершили окружение группировки войск в районе Оппельна. После отражения контратак, 19 марта 1945 года был взят Обер-Глогау, к 20 марта 1945 года силами в том числе 59-й армии группировка противника была ликвидирована. Войска армии продолжали вести бои, приняли фронт от войск 4-й гвардейской танковой армии и 21-й армии, и развивали наступление в юго-западном направлении с целью овладеть участком дороги Нейсе (Ныса) — Крнов, 24 марта 1945 года в тяжёлых боях взяли Глубчице вышли в предгорья Судет на границу Польши с Чехословакией. На начало апреля 1945 года рубеж обороны армии проходил по Каршувеку, Нысе, Пруднику, Крнову.
Во время Берлинской операции войска армии стояли в глухой обороне, обеспечивая левый фланг 1-го Украинского фронта. Только с 7 мая 1945 года, в ходе Пражской стратегической операции, обнаружив отход противника, основные силы перешли в наступление, преследуя отступающие через Судеты войска. На 9 мая 1945 года передовые отряды армии достигли Подебрад, Пардубице и Жамберка, где их застал приказ о прекращении наступления в связи с капитуляцией Германии.
После завершения боевых действий армия была отведена из Чехословакии в южную Польшу, где в июне 1945 года включена в состав Центральной группы войск (управление — г. Клодзко). Там началась расформирование частей армии, завершившееся уже в июле 1945 года. Управление армии убыло на формирование управление Ставропольского военного округа.

## Командование
Командующие
- Генерал-майор Галанин, Иван Васильевич (с 02.11.1941 по 25.04.1942)
- генерал-майор, с 10.11.1942 — генерал-лейтенант Коровников, Иван Терентьевич (с 25.04.1942 по 09.07.1945).

Члены Военного совета
- корпусной комиссар Диброва, Пётр Акимович (с 17.11.1941 по 02.07.1942)
- бригадный комиссар, с 06.12.1942. — генерал-майор Лебедев, Пётр Семёнович (с 02.07.1942 по 09.05.1945)
- начальник политотдела ЧВС

Начальники штаба
- генерал-майор Токарев, Иван Михайлович (с 02.11.1941 по 01.02.1942)
- генерал-майор Пэрн, Лембит Абрамович (с 01.02.1942 по 16.04.1942)
- генерал-майор Городецкий, Николай Васильевич (с 16.04.1942 по 14.05.1942)
- полковник Богданович, Виктор Францевич (с 14.05.1942 по 04.06.1942)
- и. о. полковник Пахомов, Николай Николаевич (с 26.05.1942 по 31.05.1942)
- полковник Сергеев, Леонид Гаврилович (с 04.06.1942 по 07.07.1942)
- полковник, с января 1943 г. — генерал-майор Артюшенко, Павел Алексеевич (с 07.07.1942 по 07.08.1943)
- генерал-майор Ковальчук, Николай Прокопьевич (с 07.08.1943 по 09.07.1945)[6].

Командующие Бронетанковыми и механизированными войсками
- полковник Волков, Василий Иванович (с декабря 1944 по 09.05.1945)

### Боевой состав
В различное время в состав армии входили:
| Стрелковые соединения и части                                                                        | Стрелковые соединения и части | Стрелковые соединения и части    | Стрелковые соединения и части |
| Корпуса (группы)                                                                                     | Дивизии | Бригады                          | Иные части |
| --- | --- | -------------------------------- | --- |
| Оперативная группа генерала Коровникова, 6, 7, 14, 43, 93, 97, 112, 115, 117, 122 стрелковые корпуса | 4, 24 гвардейские стрелковые, 2, 13, 43, 48, 65, 80, 92 (1ф), 92 (2ф), 98, 111, 120, 123, 125, 135, 165, 177, 178, 189, 191, 201, 224, 225, 229, 239, 245, 256, 259, 267, 286, 378, 314, 366, 372, 310, 376, 377, 378, 382, 391 стрелковые, 78, 87 кавалерийские | 24, 25, 58 стрелковые, 37 лыжная | 41, 45, 46, 47, 48, 49, 50, 160, 165, 172 лыжные батальоны, 4, 42, 47, 125, 130, 208, 215, 267, 289, 345 пулемётно-артиллерийские батальоны, 2, 16, 79, 150 укрепрайоны |

| Артиллерийские корпуса, дивизии и бригады | Артиллерийские корпуса, дивизии и бригады                          | Артиллерийские корпуса, дивизии и бригады | Артиллерийские корпуса, дивизии и бригады | Артиллерийские корпуса, дивизии и бригады | Артиллерийские корпуса, дивизии и бригады | Артиллерийские корпуса, дивизии и бригады |  |
| Корпуса                                   | Дивизии                                                            | Лёгкие и противотанковые бригады          | Гаубичные бригады                         | Пушечные бригады                          | Миномётные бригады                        | Миномётные РС бригады                     |  |
| ----------------------------------------- | ------------------------------------------------------------------ | ----------------------------------------- | ----------------------------------------- | ----------------------------------------- | ----------------------------------------- | ----------------------------------------- |  |
| 3                                         | 1 гвардейская миномётная, 2 артиллерийская, 7, 43, 45, 46 зенитные | 11 гвардейская, 18, 20, 46, 53            | 10 гвардейская, 121                       | 34 гвардейская, 7, 81, 127                | 5, 18, 30                                 | 3, 6, 7, 10, 12, 19                       |  |

| Артиллерийские полки                                              | Артиллерийские полки                  | Артиллерийские полки | Артиллерийские полки                                                                                          | Артиллерийские полки                  | Артиллерийские полки                                                                                    |  |
| Пушечные (в том числе армейские и корпусные)                      | Гаубичные                             | Противотанковые      | Миномётные | Миномётные РС                         | Зенитные                                                                                                |  |
| ----------------------------------------------------------------- | ------------------------------------- | -------------------- | --- | ------------------------------------- | --- |  |
| 8, 12, 13, 14 гвардейские, 70, 116, 126, 154, 367, 448, 561, 1106 | 60, 70, 168, 172, 430, 754, 827, 1196 | 94, 882, 883, 884    | 468 гвардейский миномётный, миномётный полк без номера, 104, 127, 144, 174, 184, 193, 276, 505, 506, 534, 567 | 20, 24, 28, 29, 30, 70, 318, 319, 322 | 288 гвардейский, 464, 465, 474, 602, 632, 635, 707, 737, 1463, 1464, 1465, 1466, 1467, 1468, 1469, 1470 |  |

| Артиллерийские дивизионы и иные части | Артиллерийские дивизионы и иные части | Артиллерийские дивизионы и иные части | Артиллерийские дивизионы и иные части | Артиллерийские дивизионы и иные части                       | Артиллерийские дивизионы и иные части                 |  |
| Тяжёлые и большой мощности            | Противотанковые                       | Миномётные                            | Миномётные РС                         | Зенитные                                                    | Иные                                                  |  |
| ------------------------------------- | ------------------------------------- | ------------------------------------- | ------------------------------------- | ----------------------------------------------------------- | ----------------------------------------------------- |  |
| 32, 34, 40, 409                       |                                       |                                       | 6, 104, 105, 108, 203, 410            | 11 гвардейский, 6, 15, 73, 92, 108, 168, 177, 213, 216, 461 | миномётный батальон без номера, 3 дивизион аэростатов |  |

| Танковые, механизированные, самоходно-артиллерийские соединения и части | Танковые, механизированные, самоходно-артиллерийские соединения и части                           | Танковые, механизированные, самоходно-артиллерийские соединения и части | Танковые, механизированные, самоходно-артиллерийские соединения и части | Танковые, механизированные, самоходно-артиллерийские соединения и части                                                                  |  |
| Корпуса                                                                 | Бригады                                                                                           | Полки | Батальоны                                                               | Иные отдельные части |  |
| ----------------------------------------------------------------------- | ------------------------------------------------------------------------------------------------- | --- | ----------------------------------------------------------------------- | --- |  |
| 7                                                                       | 7, 30, 57 гвардейские танковые, 16, 29, 98, 122 танковые, 24, 25, 26 гвардейские механизированные | 32, 35, 50, 260 гвардейские танковые, 25, 59, 82, 185, 222, 225 танковые, 291, 355 гвардейские самоходно-артиллерийские 750, 806, 952, 1198, 1238, 1433, 1434, 1811, 1820 самоходно-артиллерийские | 163, 165, 500, 501, 502, 503                                            | 5 гвардейский мотоциклетный, 16, 32, 34, 42, 44 аэросанные батальоны, 23, 48 дивизионы бронепоездов, 44 автобронебатальон, 14 бронепоезд |  |

| Военно-воздушные силы | Военно-воздушные силы | Военно-воздушные силы | Военно-воздушные силы                                                         | Военно-воздушные силы           |  |
| Корпуса               | Дивизии (группы)      | Бригады               | Полки                                                                         | Иные отдельные части            |  |
| --------------------- | --------------------- | --------------------- | ----------------------------------------------------------------------------- | ------------------------------- |  |
| не имелось            | 2 группа              | не имелось            | 19, 41, 283, 434, 515, 520, 845 истребительные, 10, 658, 660 бомбардировочные | 116 разведывательная эскадрилья |  |

| Инженерные, сапёрные, понтонно-мостовые и огнемётные части | Инженерные, сапёрные, понтонно-мостовые и огнемётные части              | Инженерные, сапёрные, понтонно-мостовые и огнемётные части | Инженерные, сапёрные, понтонно-мостовые и огнемётные части | Инженерные, сапёрные, понтонно-мостовые и огнемётные части |  |
| Бригады                                                    | Инженерные батальоны                                                    | Сапёрные батальоны                                         | Понтонно-мостовые батальоны                                | Огнемётные части                                           |  |
| ---------------------------------------------------------- | ----------------------------------------------------------------------- | ---------------------------------------------------------- | ---------------------------------------------------------- | ---------------------------------------------------------- |  |
| 2 гвардейская инженерная, 1, 22 инженерно-сапёрные         | 2, 15, 28 гвардейские, 3, 35, 40, 67, 109, 135, 325, 364, 365, 771, 888 | 539, 771, 1235, 1247                                       | 25, 32, 34, 36, 38, 42, 55, 92                             | 9 батальон                                                 |  |

### Помесячный боевой состав армии
| Помесячный боевой состав армии                                        | Помесячный боевой состав армии                                                                                            | Помесячный боевой состав армии | Помесячный боевой состав армии | Помесячный боевой состав армии                                       | Помесячный боевой состав армии                                     | Помесячный боевой состав армии |
| Дата (в составе фронта)                                               | Стрелковые и кавалерийские соединения                                                                                     | Артиллерийские и миномётные соединения | Танковые и механизированные соединения | Авиация                                                              | Инженерные и сапёрные части                                        | Огнемётные части               |
| --------------------------------------------------------------------- | --- | --- | --- | -------------------------------------------------------------------- | ------------------------------------------------------------------ | ------------------------------ |
| 01.12.1941 Резерв Ставки ВГК                                          | 366, 372, 374, 376, 378, 382 сд, 78, 87 кд                                                                                | - | - | -                                                                    | -                                                                  | -                              |
| 01.01.1942 Волховский фронт                                           | 366, 372, 374, 376, 378, 382 сд, 45, 46, 47, 48, 49, 50 олыжб                                                             | 104, 105, 203 огв. мдн | 163, 166 отб | -                                                                    | -                                                                  | -                              |
| 01.02.1942 Волховский фронт                                           | 92, 372, 377, 378 сд, 25 сбр, 1244 сп (374 сд)                                                                            | 172, 827 гап, 8 гв. (без 3 д-на), 70, 367 ап, 104 огв. мдн, 216 озадн | 163, 166 отб | 2 рез. авиагруппа (283, 434, 515, 520 иап), 10 бап, 41 иап, 660 лбап | 3 оиб, 771, 1235 осб                                               | -                              |
| 01.03.1942 Волховский фронт                                           | 92, 372, 374, 377, 378 сд; оперативная группа генерала И. Т. Коровникова (4 гв., 111, 259, 267 сд), 41 олыжб              | 8 гв. (без 3 д-на), 367 ап, 60, 70, 172, 430 (без 2 д-на), 827 гап, 104, 108 огв. мдн, 216 озадн | 163 отб, 16, 42 оаэсб | 2 рез. авиагруппа (19, 41, 434, 520 иап, 10 ббап), 658, 660 лбап     | 3 оиб, 771, 1235, 1247 осб                                         | -                              |
| 01.04.1942 Волховский фронт                                           | 372, 374, 377 сд, 1269 сп (382 сд), 41, 160, 165 олыжб; оперативная группа генерала Коровникова (4 и 24 гв., 267, 378 сд) | 8 гв. (без 3 д-на), 367 ап, 60, 70, 172, 827 гап, 168 гап б/м (без 3 д-на), 20 гв. мп, 6/31, 108/36 гв. мп, 216 озадн | 163 отб, 42 оаэсб, 23 одн бронепоездов | 658, 660 лбап                                                        | 3, 771 оиб, 1235, 1247 осб                                         | -                              |
| 01.05.1942 Ленинградский фронт (Группа войск Волховского направления) | 4 и 24 гв., 2, 267, 372, 374, 376, 377, 378 сд, 24, 58 сбр, 41, 165, 172 олыжб                                            | 8 гв., 367 аап, 60, 70, 172, 827 гап, 168 гап б/м, 20, 24, 28 гв. мп, 6/31 гв. мп, 213, 216 озадн | 7 гв., 29 тбр, 163 отб | 658, 660 лбап, 116 раэ                                               | 3, 771 оиб, 1235, 1247 осб                                         | -                              |
| 01.06.1942 Ленинградский фронт (Волховская группа войск)              | 2, 165, 191, 372, 374, 376, 377 сд, 24, 58 сбр                                                                            | 8 гв. (без 3 д-на), 367 аап, 172, 827 гап, 1196 гап б/м (без 2 д-на), 20, 28 гв. мп, 6/31 гв. мп, 213, 216 озадн | 7 гв., 29 тбр, 48 одн бронепоездов | 658, 660 лбап, 116 раэ                                               | 3, 771 оиб, 1235, 1247 осб                                         | -                              |
| 01.07.1942 Волховский фронт                                           | 2, 191, 372, 374, 376, 377 сд, 24 сбр, 1269 сп (382 сд)                                                                   | 8 гв. (без 3 д-на), 367 аап, 172, 827 гап, 1196 гап б/м (без 2 д-на), 20 и 28 гв. мп, 6 огв. мдн, 213, 216 озадн | 7 гв., 29 тбр, 48 одн бронепоездов | 283, 845 иап, 658, 660 лбап                                          | 3, 771 оиб, 1235, 1247 осб                                         | -                              |
| 01.08.1942 Волховский фронт                                           | 2, 191, 374, 376, 377, 378, 382 сд, 42, 47 опаб                                                                           | 8 гв. (без 3 д-на), 367 аап, 172, 827 гап, 1196 гап б/м (без 2 д-на), 20 и 28 гв. мп, 6/21 гв. мп, 213, 216 озадн | 29 тбр, 503 отб, 48 одн бронепоездов | -                                                                    | 3, 771 оиб, 1235 осб                                               | -                              |
| 01.09.1942 Волховский фронт                                           | 2, 376, 377, 378, 382 сд, 42, 47, 215 опаб                                                                                | 367 аап, минп (б/н), 28 гв. мп (без 231 д-на), оминб (б/н), 213 озадн | 29 тбр, 48 одн бронепоездов | -                                                                    | 3, 771 оиб, 1235 осб                                               | -                              |
| 01.10.1942 Волховский фронт                                           | 2, 377, 378, 382 сд, 42, 47, 215 опаб                                                                                     | 367 аап, 28 гв. мп (без 231 д-на), минп (б/н), оминб (б/н), 737 зенап, 6 озадн | 48 одн бронепоездов | -                                                                    | 3, 771 оиб, 1235 осб                                               | -                              |
| 01.11.1942 Волховский фронт                                           | 2, 191, 377, 378, 382 сд, 42, 47, 215 опаб                                                                                | 367, 561 аап, 193 минп, 28 гв. мп (без 231 д-на), 464, 737 зенап, 15 озадн | 29 тбр, 48 одн бронепоездов | -                                                                    | 539 оминсб                                                         | -                              |
| 01.12.1942 Волховский фронт                                           | 2, 191, 377, 378, 382 сд, 42, 47, 215 опаб                                                                                | 367, 561 аап, 193 минп, 20 гв. мп (без 211 д-на), 28 гв. мп (без 231 д-на), 464, 737 зенап, 15 озадн | 29, 98 тбр, 48 одн бронепоездов | -                                                                    | 36, 38 пмб, 135, 364 оиб                                           | -                              |
| 01.01.1943 Волховский фронт                                           | 2, 377, 378, 382 сд, 37 лыжбр, 42, 47, 215 опаб                                                                           | 367 аап, 505 аминп, 28 гв. мп (без 231 д-на) | 29 тбр, 48 одн брп | 660 сап                                                              | 539 оминсб, 771 оиб                                                | -                              |
| 01.02.1943 Волховский фронт                                           | 2, 377, 378, 382 сд, 37 лыжбр, 42, 47, 215 опаб                                                                           | 367 аап, 505 аминп, 28 гв. мп (без 231 д-на) | 29 тбр, 48 одн брп | 660 сап                                                              | 539 оминсб, 771 оиб                                                | -                              |
| 01.03.1943 Волховский фронт                                           | 2, 191, 377, 382 сд, 42, 47, 208, 215 опаб                                                                                | - | 29 тбр, 48 одн брп | 660 сап                                                              | 771 оиб                                                            | -                              |
| 01.04.1943 Волховский фронт                                           | 2, 191, 377 сд, 2 УР | 367 аап, 502, 505 аминп, 28 гв. мп, 46 зенад (1468, 1470 зенап) | 29 тбр, 48 одн брп | -                                                                    | 771 оиб                                                            | -                              |
| 01.05.1943 Волховский фронт                                           | 2, 65, 191, 239, 277 сд, 2 УР                                                                                             | 367 аап, 505 минп, 28 гв. мп, 46 зенад (1468 зенап) | 29 тбр, 48 одн брп | -                                                                    | 771 оиб                                                            | -                              |
| 01.06.1943 Волховский фронт                                           | 2, 65, 191, 225, 229, 239, 310, 377 сд, 2, 150 УР                                                                         | 367, 448 пап, 505, 506 минп, 28 гв. мп, 1467, 1468 зенап | 29 тбр, 48 одн брп | -                                                                    | 32 пмб, 109, 771 оиб                                               | -                              |
| 01.07.1943 Волховский фронт                                           | 7 ск (225, 229 сд), 2, 65, 191, 310, 377 сд, 2, 150 УР                                                                    | 367, 448 пап, 505, 506 минп, 28 гв. мп, 1468, 1469 зенап | 29 тбр, 48 одн брп | -                                                                    | 32 пмб, 109, 771 оиб                                               | -                              |
| 01.08.1943 Волховский фронт                                           | 7 ск (225, 229 сд), 2, 65, 191, 310, 377 сд, 2, 150 УР, 14 ск (управление)                                                | 367, 448 пап, 505, 506 минп, 28 гв. мп, 1468, 1470 зенап, 168 озадн | 29 тбр, 48 одн брп | -                                                                    | 109, 771 оиб, 32 пмб                                               | -                              |
| 01.09.1943 Волховский фронт                                           | 7 ск (225 сд), 14 ск (65, 191 сд), 2, 229, 377 сд, 2, 150 УР                                                              | 367, 448 пап, 505, 506 минп, 28 гв. мп, 1468, 1470 зенап, 168 озадн | 29 тбр, 48 одн брп | -                                                                    | 109, 771 оиб, 32 пмб                                               | -                              |
| 01.10.1943 Волховский фронт                                           | 6 ск (239, 256, 310 сд), 7 ск (225 сд), 14 ск (65, 191, 378 сд), 377 сд, 2, 150 УР                                        | 121 габр БМ, 367, 448 пап, 5 минбр, 505, 506 минп, 12 гв. мбр, 28 гв. мп, 1470 зенап, 737 зенап (45 зенад), 168 озадн | 16, 29 тбр, 32 гв. отп, 1433 сап, 500 отб, 48 одн брп                                                                                            | -                                                                    | 1 исбр, 109, 135, 771 оиб, 36 пмб                                  | -                              |
| 01.11.1943 Волховский фронт                                           | 6 ск (239, 310 сд), 14 ск (65, 191, 378 сд), 225, 229, 377 сд, 58 сбр, 150 УР                                             | 2 ад (10 гв. габр, 20 лабр), 121 габр БМ, 70, 367, 448 пап, 5 минбр, 505, 506 минп, 7 и 12 гв. мбр, 28 и 319 гв.мп, 45 зенад (707, 737, 1465, 1466 зенап), 1470 зенап, 168, 213, 461 озадн                                | 16, 29 тбр, 32 гв., 25 отп, 1433 сап, 500 отб, 47 оабрб                                                                                          | -                                                                    | 1 исбр, 109, 135, 888 оиб, 34, 36, 55 пмб                          | -                              |
| 01.12.1943 Волховский фронт                                           | 6 ск (65, 239, 310 сд), 14 ск (191, 225, 378 сд), 112 ск (372, 377 сд), 2 сд, 24, 58 сбр, 150 УР                          | 2 ад (10 гв. габр, 20 лабр), 121 габр БМ, 70, 367, 448 пап, 5 минбр, 505, 506 минп, 7 и 12 гв. мбр, 28 и 319 гв. мп, 45 зенад (707, 737, 1465, 1466 зенап), 1470 зенап, 168, 213, 461 озадн                               | 16, 29, 122 тбр, 32 гв., 25 отп, 1433 сап, 500 отб, 47 оабрб                                                                                     | -                                                                    | 1 исбр, 40, 109, 135, 365, 888 оиб, 34, 36, 55 пмб                 | -                              |
| 01.01.1944 Волховский фронт                                           | 6 ск (65, 239, 310 сд), 14 ск (191, 225, 378 сд), 112 ск (2, 372, 377 сд, 24 сбр), 150 УР                                 | 2 ад (10 гв. габр, 20 лабр), 121 габр БМ, 70, 367, 448 пап, 5 минбр, 505, 506 минп, 7 и 12 гв. мбр, 28 и 319 гв. мп, 45 зенад (707, 737, 1465, 1466 зенап), 1470 зенап, 168, 213, 461 озадн                               | 16, 29, 122 тбр, 32 гв., 25 отп, 1433 сап, 500 отб, 47 оабрб                                                                                     | -                                                                    | 1 исбр, 40, 109, 135, 365, 888 оиб, 34, 36, 55 пмб                 | -                              |
| 01.02.1944 Волховский фронт                                           | 6 ск (65, 239, 286 сд), 112 ск (2, 310, 377 сд, 24 сбр), 150 УР                                                           | 121 габр БМ, 13 гв., 70, 367 пап, 5 минбр, 505 минп, 10 и 12 гв. мбр, 28 гв. мп, 3 овпдаан, 45 зенад (707, 737, 1465, 1466 зенап), 1470 зенап, 11 гв., 213, 461 озадн                                                     | 29 тбр, 32 и 35 гв., 25, 226 отп, 750, 1433 сап, 501, 502 отб, 47 оабрб, 32, 34, 44 оаэсб                                                        | -                                                                    | 1 исбр, 2 гв. ибр с/н, 2 гв., 35, 40, 109, 365 оиб, 34, 36, 55 пмб | 9 ооб                          |
| 01.03.1944 Ленинградский фронт                                        | 117 ск (120, 123, 201 сд), 122 ск (11, 43, 189 сд), 130, 345 опаб                                                         | 116, 154 кпап, 12 гв. пап, 754 гап, 884 иптап, 104, 184, 567 минп, 318 гв. мп, 43 зенад (464, 635, 1463, 1464 зенап), 1470 зенап, 92 озадн                                                                                | 82, 185 отп, 806, 1433 сап | -                                                                    | 2 гв., 365 оиб, 42 пмб                                             | -                              |
| 01.04.1944 Ленинградский фронт                                        | 6 ск (80, 256, 374 сд), 14 ск (314, 378, 382 сд), 117 ск (120, 123, 201 сд), 13, 48, 372 сд, 267 опаб                     | 81 пабр, 12 гв., 70, 126, 1106 пап, 754 гап, 882, 884 иптап, 409 отпадн, 104, 144, 174, 567 минп, 30 и 322 гв. мп, 7 зенад (465, 474, 602, 632 зенап), 1470 зенап, 92 озадн                                               | 30 гв. тбр, 185, 222 отп, 1198, 1433, 1811 сап                                                                                                   | -                                                                    | 1 исбр, 365 оиб, 36 пмб                                            | 9 ооб                          |
| 01.05.1944 Ленинградский фронт                                        | 377 сд, 79 УР | 104 минп, 318 гв. мп, 1470 зенап, 108 озадн | 30 гв. тбр, 185, 222 отп, 1198, 1433, 1811 сап                                                                                                   | -                                                                    | 325, 365 оиб                                                       | 9 ооб                          |
| 01.06.1944 Ленинградский фронт                                        | 6 ск (80, 125, 374 сд), 377 сд, 79 УР                                                                                     | 34 гв. пабр, 14 гв. пап, 104 минп, 1470 зенап, 73, 108 озадн | 30 гв. тбр, 185, 222 отп, 1198, 1433, 1811 сап                                                                                                   | -                                                                    | 365 оиб, 34 пмб                                                    | 9 ооб                          |
| 01.07.1944 Ленинградский фронт                                        | 224 сд | 34 гв. пабр, 46 иптабр, 18 минбр (15 адп), 29 гв. мп, 43 зенад (464, 635, 1463, 1464 зенап), 1470 зенап | 30 гв. тбр, 185, 222 отп, 1198, 1433, 1811 сап                                                                                                   | -                                                                    | 1 исбр, 34 пмб                                                     | -                              |
| 01.08.1944 Ленинградский фронт                                        | 43 ск (80, 124, 224 сд), 125, 289 опаб                                                                                    | 34 гв. пабр, 116 кпап, 46 иптабр, 29 гв. мп, 43 зенад (464, 635, 1463, 1464 зенап), 1470 зенап | 30 гв. тбр, 185, 222 отп, 1198, 1433, 1811 сап                                                                                                   | -                                                                    | 22 исбр                                                            | -                              |
| 01.09.1944 Ленинградский фронт                                        | 43 ск (80, 124, 224 сд), 125, 289 опаб                                                                                    | 34 гв. пабр, 116 кпап, 276 минп, 29 гв. мп, 43 зенад (464, 635, 1463, 1464 зенап), 1470 зенап | 30 гв. тбр, 185, 222 отп, 1198, 1433, 1811 сап                                                                                                   | -                                                                    | 22 исбр                                                            | -                              |
| 01.10.1944 Ленинградский фронт                                        | 43 ск (135, 177, 286 сд), 97 ск (80, 178, 314 сд), 224 сд, 4, 125, 289 опаб                                               | 3 акп (управление), 127 пабр, 116 кпап, 8 гв. пап, 94 иптап, 32, 34, 40 оадн ОМ, 127, 276, 534 минп, 1 гв. мд (3, 6 и 19 гв. мбр), 24, 70 и 318 гв. мп, 43 зенад (464, 635, 1463, 1464 зенап), 1470 зенап, 168, 177 озадн | 260 гв. отп, 1238 сап, 14 одн брп | -                                                                    | 22 исбр, 67 оиб, 92 пмб                                            | -                              |
| 01.11.1944 Ленинградский фронт                                        | 43 ск (135, 177, 286 сд), 97 ск (80, 178, 314 сд), 13 сд, 16 УР                                                           | 127 пабр, 116 кпап, 8 гв. пап, 94 иптап, 127, 276, 506 минп, 70 гв. мп, 1470 зенап, 177 озадн | 260 гв. отп, 1238 сап, 14 одн брп | -                                                                    | 22 исбр, 67 оиб, 92 пмб                                            | -                              |
| 01.12.1944 Ленинградский фронт                                        | 43 ск (13, 80, 314 сд), 115 ск (92, 135, 286 сд)                                                                          | 127 пабр, 116 кпап, 883 иптап, 127 минп, 70 гв. мп, 1470 зенап | - | -                                                                    | 22 исбр                                                            | -                              |
| 01.01.1945 1-й Украинский фронт                                       | 43 ск (80, 135, 314 сд), 115 ск (13, 92, 286 сд), 245 сд                                                                  | 127 пабр, 116 кап, 883 иптап, 127 минп, 70 гв. мп, 1470 зенап | 806, 952 сап | -                                                                    | 22 исбр                                                            | -                              |
| 01.02.1945 1-й Украинский фронт                                       | 43 ск (13, 80, 314 сд), 115 ск (92, 245, 286 сд), 135 сд                                                                  | 127 пабр, 116 кап, 11 гв. иптабр, 883 иптап, 127 минп, 70 гв. мп, 1470 зенап | 806, 952 сап | -                                                                    | 22 исбр                                                            | -                              |
| 01.03.1945 1-й Украинский фронт                                       | 43 ск (13, 80, 314 сд), 115 ск (135, 245 сд), 92 сд                                                                       | 127 пабр, 116 кап, 18 иптабр, 883 иптап, 127 минп, 70 гв. мп, 1470 зенап | 806, 952 сап | -                                                                    | 22 исбр                                                            | -                              |
| 01.04.1945 1-й Украинский фронт                                       | 43 ск (13, 80 сд), 93 ск (98, 239, 391 сд), 115 ск (92, 135, 245 сд), 286, 314 сд                                         | 127 пабр, 116 кап, 18 иптабр, 883 иптап, 127 минп, 70 гв. мп, 43 зенад (464, 635, 1463, 1464 зенап), 1470 зенап | 7 гв. мк (24, 25 и 26 гв. мехбр, 57 гв. тбр, 355 гв. тсап, 291 гв., 1820 сап, 5 гв. мцб, 468 гв. минп, 410 гв. мдн, 288 гв. зенап), 806, 952 сап | -                                                                    | 22 исбр, 15 и 28 гв. мшисб (22 гв. мшисбр), 25 мпмб                | -                              |
| 01.05.1945 1-й Украинский фронт                                       | 43 ск (13, 80, 314 сд), 93 ск (239, 391 сд), 115 ск (92, 245, 286 сд), 98 сд                                              | 127 пабр, 116 кап, 53 иптабр, 883 иптап, 127 минп, 70 гв. мп, 1470 зенап | 59 отп, 806, 952 сап | -                                                                    | 22 исбр                                                            | -                              |

Войска связи:
- 124-й отдельный ордена Красной Звезды[7] полк связи[8]